# Die Wende
Es coneix amb el nom de Die Wende (El canvi o El gir en alemany) al procés que portà al canvi de règim polític a la República Democràtica Alemanya, que passà de tenir un govern comunista amb economia planificada a un sistema de democràcia parlamentària amb una economia de mercat entre els anys 1989 i 1990. Està compost de diversos esdeveniments que més tard han esdevingut tots plegats sinònims del canvi:
- La Revolució Pacífica, un seguit de manifestacions com la que tingué lloc el 4 de novembre de 1989 a Alexanderplatz[1] o les Montagsdemonstrationen o manifestacions de dilluns durant la tardor de 1989, a favor dels drets humans i en contra del sistema polític de l'Alemanya Oriental.
- La Caiguda del mur de Berlín el 9 de novembre de 1989 després que el Partit Socialista Unificat d'Alemanya anunciés la seva intenció de permetre l'obertura dels controls fronterers.[2][3]
- La transició democràtica al país després d'eleccions multipartidistes el 18 de març de 1990.[4]
- El procés de Reunificació alemanya que es va completar entre agost i setembre de 1990.[5]